# Ingrid Luterkort
Ingrid Luterkort (* 28. Juni 1910 in Lund; † 3. August 2011 in Hässelby, Stockholm), als Carola Ingrid Margareta Eklundh, war eine schwedische Schauspielerin, Regisseurin und Schauspieldirektorin.

## Leben
Luterkort wurde als Carola Ingrid Margareta Eklundh in der südschwedischen Universitätsstadt Lund geboren. Sie machte zunächst eine Ausbildung zur Kirchenmusikerin und Kantorin. Sie absolvierte von 1932 bis 1934 eine Schauspielausbildung an der Dramatens elevskola, der Schauspielschule des Königlichen Dramatischen Theaters (Dramaten) in Stockholm; dort studierte sie in derselben Klasse gemeinsam mit Ingrid Bergman, Gunnar Björnstrand, Irma Christenson und Signe Hasso.
Ihr Bühnendebüt gab sie, unter dem Namen Ingrid Eklundh, 1933 am Dramaten in dem romantischen Versdrama Cyrano de Bergerac. Weitere Rollen hatte sie dort unter anderem in der Komödie Ein Florentiner Hut von Eugène Labiche (1934) und in der Komödie Die Frauen von Clare Boothe Luce (1938). Luterkorts Karriere als Theaterschauspielerin dauerte sehr lange. Zuletzt stand sie im Jahr 2006, im Alter von 95 Jahren, auf der Bühne des Dramaten; sie verkörperte die Rolle der Panope in der Tragödie Phädra von Jean Racine. Sie gilt als die älteste Schauspielerin, die jemals in Schweden auf einer Theaterbühne stand.
Ab 1940 arbeitete Luterkort auch als Theaterregisseurin; sie gehörte zu den ersten weiblichen Regisseuren in Schweden überhaupt. Ihre ersten Regiearbeiten schuf sie am Dramatiker-Studio des Königlichen Schauspielhauses in Stockholm. 1944/1945 und von 1950 bis 1953 arbeitete sie als Regisseurin am Stadttheater Helsingborg. Von 1953 bis 1960 war sie Regisseurin am Stadttheater in Norrköping-Linköping; in Nörrköping war sie auch Leiterin der Schauspielschule des dortigen Theaters. Später inszenierte sie auch am Riksteatern.
Luterkort war seit Ende der 1930er Jahre auch als Filmschauspielerin tätig; ihre Filmrollen standen, im Vergleich zu ihrer Theaterarbeit, jedoch immer im Hintergrund. Nach einigen kleineren Rollen verkörperte sie die Rolle der Ehefrau Brita in dem schwedischen Familiendrama Barnen från Frostmofjället (1945). Eine späte Altersrolle hätte sie als Fräulein (Fröken) in der Komödie Klassenfest (2002) von Måns Herngren.
Seit den 1990er Jahren spielte sie auch einige wenige Rollen in Fernsehserien; sie verkörperte Agnes, die Mutter des Architekten und Baumeisters in der Fernsehserie Tre kärlekar (1989; 1991). 2007 war sie in der Episode Tödliche Kunst (Den japanska Shungamålningen) in der schwedischen Krimiserie Kommissar Beck – Die neuen Fälle.   
Von 1963 bis 1964 war sie Leiterin und Verwaltungsdirektorin der Schauspielschule des Königlichen Dramatischen Theaters; anschließend stand sie dann von 1965 bis 1969 als Direktorin und Vize-Rektorin auch dem Nachfolgeinstitut, der neugegründeten Staatlichen Theaterakademie (Statens scenskola/Teaterhögskolan), vor. Von 1970 bis 1977 unterrichtete sie Theaterwissenschaft an der Universität Stockholm. Luterkort arbeitete auch als Theaterforscherin; sie veröffentlichte unter dem Titel Om igen, herr Molander! eine Geschichte des schwedischen Theaters von den Anfängen (ab 1700) bis zur Gegenwart.
Beim Sveriges Radio gehörte sie viele Jahre zu den Sprecherinnen der Sendung Dagens dikt, in der jeden Tag ein Gedicht vorgetragen wurde. Im Alter von 100 Jahren war Luterkort im Juni 2010 die älteste Sprecherin, die jemals in dieser Sendereihe ein Gedicht vortrug.

## Privates
Luterkort war zweimal verheiratet. 1935 heiratete sie den schwedischen Künstler und Bildhauer Einar Luterkort; die Ehe wurde 1952 geschieden. Von 1952 war sie bis zu seinem Tod mit dem Intendanten Bengt Segerstedt (1911–1986) verheiratet. Luterkort starb im Alter von 101 Jahren in den Morgenstunden des 3. August 2011; sie war zuvor einige Tage stationär in einem Krankenhaus gewesen. Als Todesursache wurden natürliche Gründe angegeben. 

## Filmografie  (Auswahl)
- 1936: Annonsera!
- 1937: Lyckliga Vestköping
- 1938: Kamrater i vapenrocken
- 1938: Bergslagsfolk
- 1938: Milly, Maria och jag
- 1939: Skanör-Falsterbo
- 1940: Blyge Anton
- 1943: Der Pfarrer der Entgleisten (Kvinnor i fångenskap)
- 1945: Barnen från Frostmofjället
- 1989–1991: Tre kärlekar (Fernsehserie, 2 Folgen)
- 1999: Eine kleine Weihnachtsgeschichte (En liten julsaga)
- 2000: Das neue Land (Det nya landet)
- 2002: Klassenfest (Klassfesten)
- 2006: Mästerverket (Miniserie)
- 2007: Kommissar Beck – Die neuen Fälle (Fernsehserie, 1 Folge)
- 2007: Underbar och älskad av alla (och på jobbet går det också bra)

## Veröffentlichung
- Ingrid Luterkort: „Om igen, herr Molander!“ Kungliga dramatiska teaterns elevskola 1787–1964. Stockholmia, Stockholm 1998, ISBN 91-7031-085-8 (Monografier utgivna av Stockholms stad 135).